# 天门乡 (新化县)
天门乡，是中华人民共和国湖南省娄底市新化县下辖的一个乡。

## 行政区划
天门乡下辖以下地区：
南门村、天门村、鹅坪村、麦坳村、蛇坪村、留心村、青围村、土坪村、凉风村、尖石村、金马村、树溪村、高田村、大山村、林场村和长峰村。